# مایکوسول
مایکوسول رجینالدو د ماتوس (پرتغالی: Maicosuel Reginaldo de Matos؛ زادهٔ ۲۰ مارس ۱۹۸۷) که به صورت ساده با نام مایکوسول شناخته می‌شود، بازیکن فوتبال اهل برزیل است.
از باشگاه‌هایی که در آن بازی کرده‌است می‌توان به کروزیرو، پالمیراس، بوتافوگو، هوفنهایم، اودینزه، اتلتیکو مینیرو، الشارجه، سائو پائولو و گرمیو اشاره کرد.